# Cartomothrips manukae
Cartomothrips manukae är en insektsart som beskrevs av Stannard 1962. Cartomothrips manukae ingår i släktet Cartomothrips och familjen rörtripsar. Inga underarter finns listade i Catalogue of Life.